# Vladimirovac (Chorwacja)
Vladimirovac – wieś w Chorwacji, w żupanii virowiticko-podrawskiej, w gminie Gradina. W 2011 roku liczyła 62 mieszkańców.